# Sheridan (Wyoming)
Sheridan és l'única ciutat i seu del Comtat de Sheridan (Wyoming) als Estats Units d'Amèrica.

## Demografia
Segons el cens dels Estats Units del 2000 Sheridan tenia 15.804 habitants, 7.005 habitatges, i 4.062 famílies. La densitat de població era de 718,7 habitants/km².
Dels 7.005 habitatges en un 26,7% hi vivien nens de menys de 18 anys, en un 45% hi vivien parelles casades, en un 9,7% dones solteres, i en un 42% no eren unitats familiars. En el 35,8% dels habitatges hi vivien persones soles el 14,8% de les quals corresponia a persones de 65 anys o més que vivien soles. El nombre mitjà de persones vivint en cada habitatge era de 2,21 i el nombre mitjà de persones que vivien en cada família era de 2,88.
Per edats la població es repartia de la següent manera: un 23,1% tenia menys de 18 anys, un 9,5% entre 18 i 24, un 26,3% entre 25 i 44, un 24,2% de 45 a 60 i un 16,9% 65 anys o més.
L'edat mediana era de 39 anys. Per cada 100 dones de 18 o més anys hi havia 89 homes.
La renda mediana per habitatge era de 31.420 $ i la renda mediana per família de 40.106 $. Els homes tenien una renda mediana de 30.829 $ mentre que les dones 19.783 $. La renda per capita de la població era de 18.500 $. Entorn del 8,6% de les famílies i l'11,2% de la població estaven per davall del llindar de pobresa.

## Poblacions properes
El següent diagrama mostra les poblacions més properes.